# Hypoestes laeta
Hypoestes laeta är en akantusväxtart som beskrevs av Raymond Benoist. Hypoestes laeta ingår i släktet Hypoestes och familjen akantusväxter. Inga underarter finns listade i Catalogue of Life.